# Un océan, deux mers, trois continents
Un océan, deux mers, trois continents est un roman du Congolais Wilfried N'Sondé, publié par la maison d'édition Actes Sud en 2018.

## Prix et reconnaissances
- lauréat du Prix Ahmadou-Kourouma 2018
- Mention spéciale du Grand prix du roman métis
- Mention spéciale du Prix du roman métis des lecteurs de la ville de Saint-Denis 2018
- Prix de l'Algue d'Or 2019, Saint-Briac-sur-Mer